# Warner Baxter

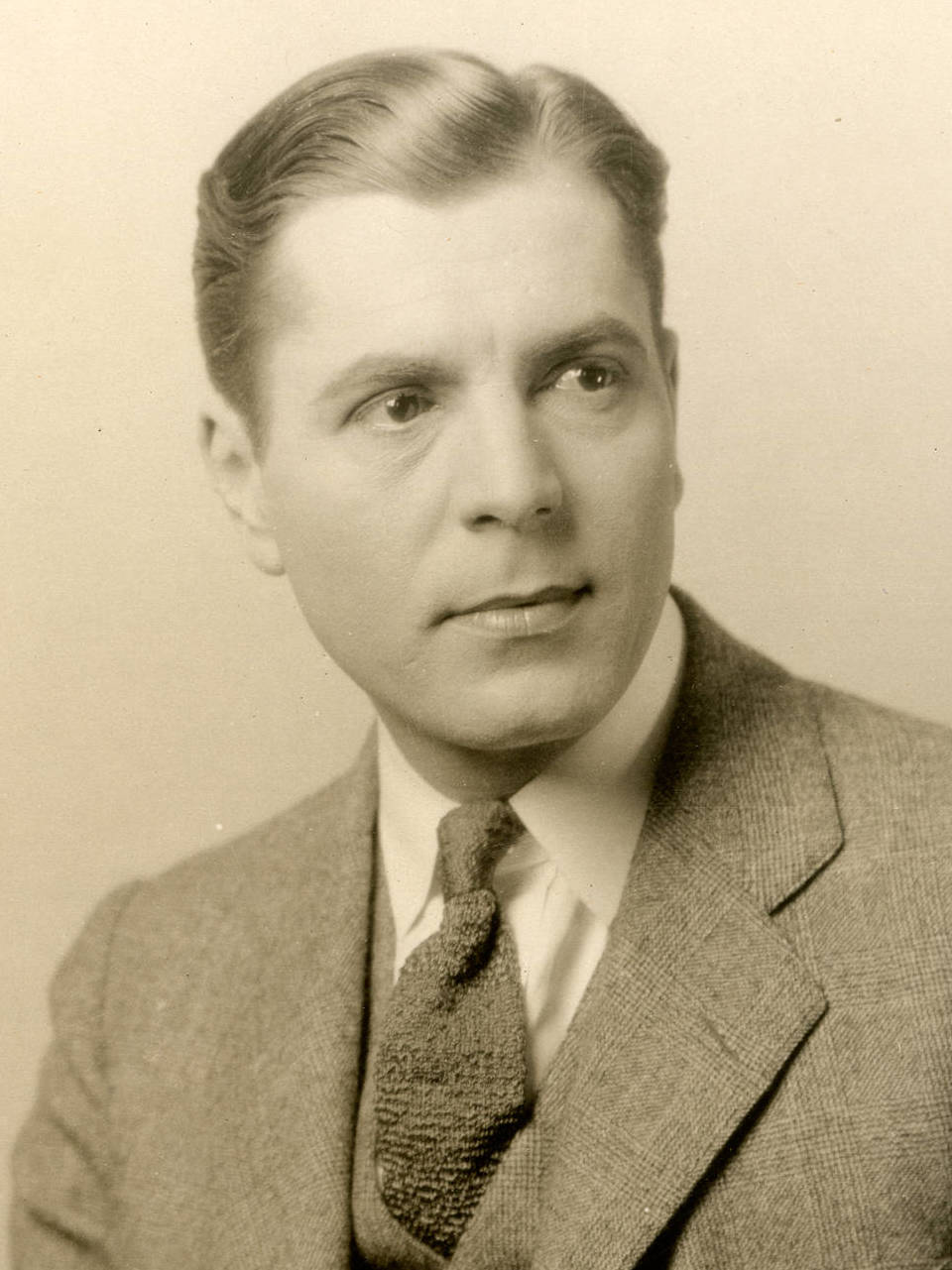
Warner Baxter, 1924

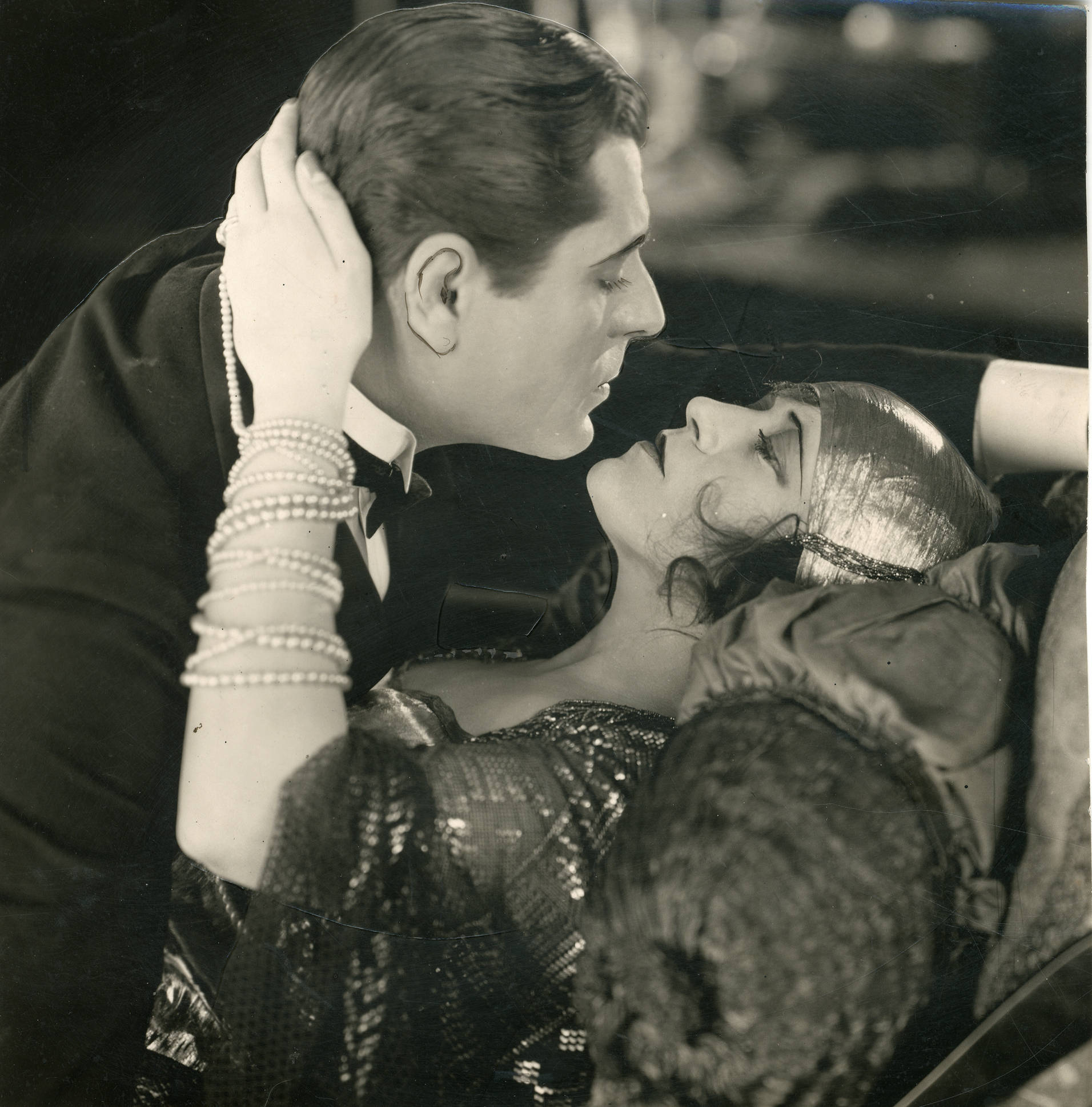
Baxter im Film Alimony (1924) mit Ruby Miller

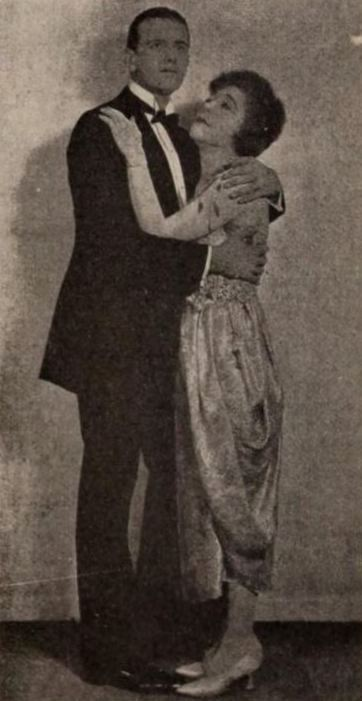
Baxter in Her Own Money (1922) mit Ethel Clayton

Warner Leroy Baxter (* 29. März 1889 in Columbus, Ohio; † 7. Mai 1951 in Beverly Hills, Kalifornien) war ein US-amerikanischer Schauspieler, ein Hollywood-Star der 1920er- und 1930er-Jahre. Er gewann 1930 den Oscar als bester Hauptdarsteller für den Western In Old Arizona.

## Leben
Baxter kam als Einzelkind mit seiner verwitweten Mutter 1898 nach San Francisco. Beide überlebten das schwere Erdbeben von 1906, verloren jedoch all ihre Habseligkeiten. 1910 schloss er sich einer Theatergruppe an und spielte Vaudeville. Der Weg führte ihn nach New York City, wo er am Broadway erste Erfolge hatte. Anfang der 1920er Jahre konnte er im Filmgeschäft Fuß fassen, wo er zeitweilig bei FBO unter Vertrag war und schnell im Rollenfach des Liebhabers eingesetzt wurde. Unter anderem spielte er in der Komödie The Awful Truth (1925), die zwölf Jahre später neu verfilmt wurde, und er trat in The Great Gatsby (1926), der ersten Verfilmung von F. Scott Fitzgeralds gleichnamigem Literaturklassiker, in der Titelrolle des Jay Gatsby auf.
1928 hatte Baxter seinen größten Erfolg mit dem Western In Old Arizona. Für seine Darstellung des Cisco Kid, einer vom Schriftsteller O. Henry entworfenen Westernfigur, die er mit mexikanischem Akzent und rebellenhaftem Charme ausstattete, wurde er 1930 mit dem Oscar ausgezeichnet. In Old Arizona war Baxters erster Tonfilm, und die Einführung des Tonfilms Ende der 1920er-Jahre sollte sich sehr positiv auf seine Karriere auswirken. Der Oscar und seine Popularität beim Publikum steigerten seinen Marktwert kontinuierlich. Mitte der 1930er Jahre war er einer der bestverdienenden Schauspieler Hollywoods mit einem jährlichen Einkommen von circa 200.000 bis 300.000 US-Dollar. Nicht nur im Westernsattel, auch in anderen Filmgenres war er wegen seines eleganten Auftretens gefragt. So spielte er in dem berühmten Busby-Berkeley-Musicalfilm Die 42. Straße (1933), in der Komödie Broadway Bill (1934) von Frank Capra, in Der Gefangene der Haifischinsel (1936) von John Ford und in Entführt (1938), einer Verfilmung des Romans Kidnapped von  Robert Louis Stevenson mit Kinderstar Freddie Bartholomew.
Ab Ende der 1930er-Jahre, nach gesundheitlichen Problemen, sank sein Stern. Nach einem Nervenzusammenbruch, psychiatrischen Behandlungen und schwerer Arthritis spielte er größtenteils nur noch in Filmen, die mit wenig Aufwand schnell gedreht werden konnten. Zwischen 1943 und 1949 verkörperte er die Hauptrolle des Kriminalpsychologen Dr. Robert Ordway in der zehnteiligen B-Movie-Krimireihe Crime Doctor. Zuletzt stand Baxter 1950 für das Drama State Penitentiary unter Regie von Lew Landers vor der Kamera. 
Baxter starb 1951 mit 62 Jahren an einer Lungenentzündung infolge einer Lobotomie, die seine langjährige Arthritis lindern sollte. Er wurde im Forest Lawn Memorial Park im kalifornischen Glendale beigesetzt. Nach einer kurzen ersten Ehe, die geschieden wurde, war Baxter von 1918 bis zu seinem Tod mit der Schauspielerin Winifred Bryson (1892–1987) verheiratet. Heute gilt Baxter als einer der eher vergessenen Namen unter den großen Hollywood-Stars seiner Ära, aber ein Stern auf dem Hollywood Walk of Fame in der Kategorie Film erinnert an ihn.

## Filmografie (Auswahl)
Stummfilme
- 1923: Blow Your Own Horn – Regie: James W. Horne
- 1924: The Garden of Weeds – Regie: James Cruze
- 1925: Rugged Water – Regie: Irvin Willat
- 1925: Herren der Lüfte (The Air Mail) – Regie: Irvin Willat
- 1925: A Son of His Father – Regie: Victor Fleming
- 1926: Miss Brewster’s Millions – Regie: Clarence G. Badger
- 1926: Eheketten (Mismates) – Regie: Charles Brabin
- 1926: The Great Gatsby – Regie: Herbert Brenon
- 1926: Aloma, die Blume der Südsee (Aloma of the South Seas) – Regie: Maurice Tourneur
- 1927: Das Fräulein vom Amt (The Telephone Girl) – Regie: Herbert Brenon
- 1928: Das zweite Leben (Three Sinners) – Regie: Rowland V. Lee
- 1928: Ramona – Regie: Edwin Carewe

Tonfilme
- 1928: In Old Arizona – Regie: Irving Cummings
- 1928: West of Sansibar – Regie: Tod Browning
- 1929: Behind That Curtain – Regie: Irving Cummings
- 1930: The Arizona Kid – Regie: Alfred Santell
- 1930: Renegades – Regie: Victor Fleming
- 1931: The Stolen Jools – Regie: William C. McGann
- 1931: The Squaw Man – Regie: Cecil B. DeMille
- 1933: Die 42. Straße (42nd Street) – Regie: Lloyd Bacon
- 1933: Penthouse – Regie: W. S. Van Dyke
- 1934: Wir senden Sonne (Stand Up and Cheer!) – Regie: Hamilton McFadden
- 1934: Broadway Bill – Regie: Frank Capra
- 1934: Grand Canary – Regie: Irving Cummings
- 1935: Under the Pampas Moon – Regie: James Tinling
- 1935: One More Spring – Regie: Henry King
- 1935: La Fiesta de Santa Barbara (Kurzfilm)
- 1936: Der Gefangene der Haifischinsel (The Prisoner of Shark Island) – Regie: John Ford
- 1936: The Road to Glory – Regie: Howard Hawks
- 1936: The Robin Hood of El Dorado – Regie: William A. Wellman
- 1937: Das Sklavenschiff (Slave Ship) – Regie: Tay Garnett
- 1937: Für Sie, Madame … (Vogues of 1938) – Regie: Irving Cummings
- 1938: Entführt (Kidnapped) – Regie: Otto Preminger
- 1941: Adam hatte vier Söhne (Adam Had Four Sons) – Regie: Gregory Ratoff
- 1944: Die Träume einer Frau (Lady in the Dark) – Regie: Mitchell Leisen

## Auszeichnungen
- 1930: Oscar in der Kategorie Bester Hauptdarsteller für In Old Arizona